# Geestelijk verzorger
Een geestelijk verzorger biedt begeleiding, hulpverlening en advisering bij zingeving en levensvragen, bij indringende gebeurtenissen zoals ziekte, dood, geboorte en huwelijk. Hij begeleidt mensen door middel van gesprekken, actief luisteren en rituelen. Een geestelijk verzorger is géén behandelaar. De geestelijk verzorger heeft een beroepsgeheim met betrekking tot de mensen die een beroep op hem/haar doen en zorgt dat de cliënt een vrijplaats heeft om over zijn leven te praten.

## Werkzaamheden
Een geestelijk verzorger ondersteunt zorgcliënten, familieleden en naasten, zorgprofessionals, militairen, gedetineerden, agenten en/of andere professionals van de organisatie waarin deze werkt met individuele gesprekken. Ook begeleidt hij groepsgesprekken. Hij gaat op zoek naar wat de ander kracht en inspiratie geeft, en sluit daarbij aan bij diens levensverhaal en levensbeschouwelijke achtergrond. Ook kan hij cliënten helpen met rituelen en sacramenten. Vieringen en bezinningsbijeenkomsten maken een onderdeel uit van het werk, waarin gezamenlijk wordt stilgestaan bij een belangrijke gebeurtenis, een bijzondere (feest)dag of thema.
Een geestelijk verzorger is in dienst van een zorginstelling, of werkt bij defensie, justitie of politie. Ook kan hij vrij gevestigd zijn, wat inhoudt dat hij werkt vanuit een eigen praktijk of stichting en bij mensen thuis komt. Geestelijk verzorgers in de zorg werken voor cliënten, patiënten en hun naasten en werken samen met professionals, na toestemming van de cliënt. Bij justitie zijn geestelijk verzorgers er voor gedetineerden. Geestelijk verzorgers bij defensie en politie begeleiden voornamelijk medewerkers met het omgaan met lastige en confronterende situaties. Zij kunnen een rol spelen bij levensbeschouwelijk en ethisch advies bij actuele vraagstukken/casuïstiek in de organisatie. Zij nemen deel aan multidisciplinair overleg, dragen bij aan moreel beraad en ethische commissies en werken mee aan de identiteit, missie en visie van de organisatie. 
De geestelijk verzorger komt bovendien op voor het recht van de cliënt en medewerker op vrijheid van godsdienst en levensovertuiging.

## Levensbeschouwelijke binding in Nederland
Een geestelijk verzorger is professional op het gebied van normen en waarden, levensvisie, levensbeschouwing en religie. Doordat er meer variatie is gekomen in religies en levensbeschouwing en de geloofsbeleving meer individualiseert, werken ook geestelijk verzorgers steeds vaker vanuit andere tradities en achtergronden. De geestelijk verzorger neemt altijd zijn eigen achtergrond mee. Dat kan zijn: boeddhistisch, hindoe, humanistisch, joods, katholiek, moslim, protestants of een zelf vormgegeven levensvisie. 
Om de kwaliteit van de levensbeschouwelijke kennis te borgen en de vrijplaats wettelijk te borgen heeft een geestelijk verzorger een zending van een door de overheid erkend levensbeschouwelijk genootschap of hij is getoetst door de Raad voor Institutioneel Niet-Gezonden Geestelijk Verzorgers (RING-GV). Bij defensie en justitie wordt de zending door een van de overheid erkende zendende instanties nog altijd (2019) als harde eis gesteld. In de andere sectoren kunnen geestelijk verzorgers ook getoetst zijn door de RING-GV of borgt de instelling de kwaliteit op andere wijze.

## Beleid in Nederland
In artikel 6 van de Grondwet is het recht op vrijheid van godsdienst en levensovertuiging vastgelegd. Daaruit vloeit voort het recht op vrije toegang tot geestelijke zorg. Dat is de grondslag voor de verplichte beschikbaarheid van geestelijke verzorging in zorginstellingen, in de krijgsmacht en in penitentiaire inrichtingen.
In 2015 is de Kwaliteitswet voor de zorg vervangen door de Wet kwaliteit, klachten en geschillen zorg. Daarin bepaalt artikel 6: “De zorgaanbieder die zorg verleent welke verblijf van de cliënt in een accommodatie gedurende het etmaal met zich brengt, draag er zorg voor dat geestelijke verzorging beschikbaar is, die zoveel mogelijk aansluit bij de godsdienst of levensovertuiging van de cliënt (…)”. Dit is identiek aan de vroegere bepalingen van artikel 3 van de Kwaliteitswet voor de Zorg.
Mensen hebben recht op een veilige plek om alles te kunnen bespreken wat ze willen bespreken, ook over zaken als schuld, schaamte en afscheid van het leven, zonder dat een zorgverlener hiervan op de hoogte is. De vrijplaats garandeert vrije toegang tot geestelijke bijstand voor alle mensen, onafhankelijk van een indicatie of toestemming door een derde.

## Opleiding, beroepsvereniging en kwaliteitsregister in Nederland
De opleiding tot geestelijk verzorger wordt geboden door universiteiten en hogescholen. 
De Vereniging van Geestelijk Verzorgers in Zorginstellingen (VGVZ) is de landelijke beroepsvereniging voor geestelijk verzorgers en telt ongeveer 1000 leden. Daarnaast zijn er verbanden van geestelijk verzorgers, zoals PGV defensie (Dienst Protestantse Geestelijke Verzorging), BGV justitie (Boeddhistische Geestelijke Verzorging) en SO HV (Strategisch Overleg Humanistisch Verbond).
In Nederland beheert sinds 2008 de landelijke Stichting Kwaliteitsregister Geestelijk Verzorgers (SKGV) het beroepsregister van geestelijk verzorgers. De SKGV waarborgt het professionele niveau van de beroepsgroep. Het register stelt een werkervaringseis en een verplichting tot nascholing met studiepunten. 

## Ontwikkeling in Nederland
Tot ongeveer de jaren 1980 zorgden pastores (aalmoezeniers of rectoren), predikanten en humanistisch raadslieden ervoor dat hun werk een vaste plaats kreeg in instellingen. Naarmate de band met de levensbeschouwelijke instituten zoals kerken losser werd, zorgden instellingen steeds meer voor een eigen invulling van geestelijke verzorging.
Sinds enkele jaren (anno 2019) is er aandacht voor de inzet van geestelijk verzorgers in de thuissituatie, waarvoor in 2019 tevens gelden beschikbaar zijn gesteld door het Ministerie van VWS. Steeds meer geestelijk verzorgers werken daarom ook vanuit een eigen praktijk of samenwerkingsverband. Ook bij de politie wordt ervaring opgedaan met de inzet van geestelijk verzorgers. 